# Xã Eden, Quận LaSalle, Illinois
Xã Eden (tiếng Anh: Eden Township) là một xã thuộc quận LaSalle, tiểu bang Illinois, Hoa Kỳ. Năm 2010, dân số của xã này là 1.471 người.